# Josef Novák (operní režisér)
Josef Novák (* 16. července 1942 Čavisov) je český operní režisér.
V roce 1971 vystudoval operní režii na Janáčkově akademii múzických umění v Brně u Miloše Wasserbauera a Václava Věžníka.

## Působení v divadlech
- 1970–1975 Ústí nad Labem
- 1975–1977 Opava
- 1977–1991 Ústí nad Labem
- 1991–1993 Komorní opera JAMU
- 1993–1996 Ústí nad Labem (také jako umělecký ředitel)
- 1996–1997 Liberec

Od roku 1988 vyučoval na Sibeliově akademii v Helsinkách.

## Režie, výběr
- 1975 Heinrich Marschner: Hans Heiling, Opava
- 1990 Leoš Janáček: Příhody lišky Bystroušky, Lahti (Finsko)
- 1993 Bedřich Smetana: Hubička, Národní divadlo
- 1994 W. A. Mozart: Figarova svatba, Bad Hersfeld (Německo)
- 1995 Giuseppe Verdi: Loupežníci, Ústí nad Labem
- 1998 Carl Orff: Chytračka, Helsinki (Finsko)